# Pachperwa
Pachperwa är en ort i Indien.   Den ligger i distriktet Balrampur och delstaten Uttar Pradesh, i den nordöstra delen av landet, 500 km öster om huvudstaden New Delhi. Pachperwa ligger 108 meter över havet och antalet invånare är 15 056.
Terrängen runt Pachperwa är mycket platt. Runt Pachperwa är det tätbefolkat, med 411 invånare per kvadratkilometer. Pachperwa är det största samhället i trakten. Trakten runt Pachperwa består till största delen av jordbruksmark.